# Tablate
Tablate es un despoblado español perteneciente al municipio de El Pinar, en la provincia de Granada, comunidad autónoma de Andalucía. Está situado en la parte suroriental de la comarca del Valle de Lecrín. Cerca de sus ruinas se encuentran los núcleos de Peloteos, Béznar, Ízbor y Lanjarón.

## Historia
La existencia de una torre fortaleza en sus inmediaciones sugiere que la población pudo tener su origen en la defensa y control del puente de Tablate, del que habría tomado su nombre, procedente del latín "tabŭla" («tabla») a través de "tabulātus" («entablado»).
A mediados del siglo XIX tenía una población de unas 400 personas y formaba municipio con el lugar de Ízbor.
En 1976 pasó a formar parte de El Pinar al integrarse en uno los antiguos municipios de Ízbor y Pinos del Valle.
Durante la década de 1960 se inició la despoblación, que culminó a principios de los años 1990.

## Lugares de interés

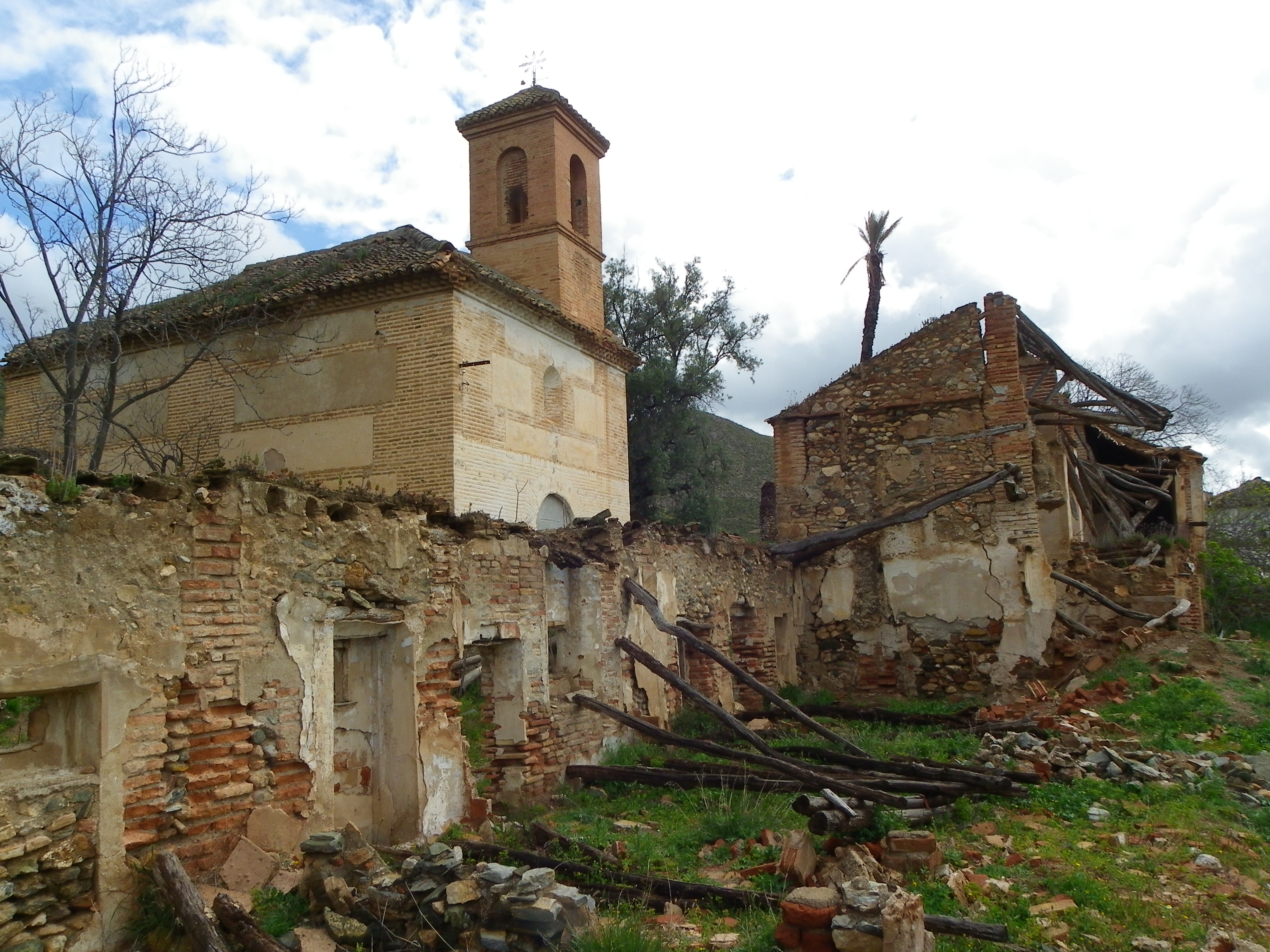
Vista del despoblado de Tablate, en ruinas

En Tablate destaca la iglesia parroquial de Santiago, edificada entre los años 1561 a 1563, reconstruida en 1605 y dotada de campanario y sacristía a comienzos del siglo XVII. Es de planta rectangular, casi cuadrada, con una sola nave que se prolonga hasta el altar mayor. Conserva la armadura mudéjar original, aunque en francas condiciones de deterioro a consecuencia del abandono de la población. Su exterior está formado por muros de ladrillo con un único vano de entrada formado por un arco de medio punto.

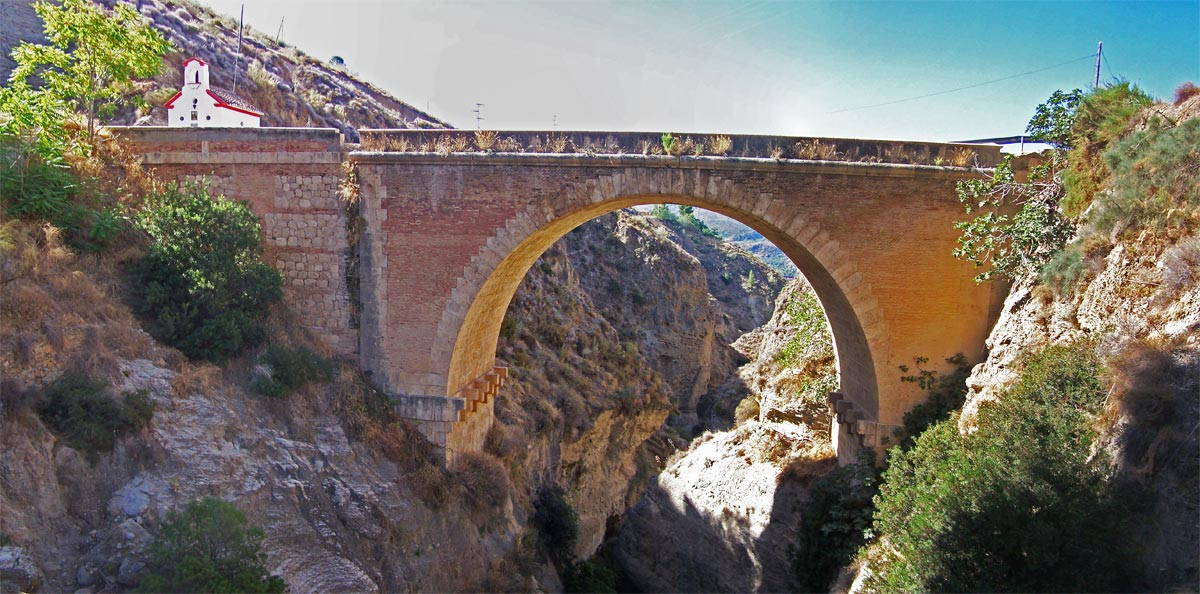
Puente nuevo de Tablate

En las cercanías se encuentra el puente de Tablate, sobre el barranco homónimo. La torre fortaleza situada a unos cien metros al oeste del poblado sobre una elevación del terreno desde la que se domina el paso del camino y del puente. Fue elevada a finales del siglo XVI o principios del XVII, probablemente sobre una construcción anterior de época nazarita. Con unas dimensiones de 4,15 por 3 m de base y aproximadamente 5,5 m de altura, está construida con muros de tapial reforzados en las esquinas con ladrillos, y rellena interiormente de hormigón de cal, excepto en la planta baja, donde hay un habitáculo de reducidas dimensiones, que junto a otras construcciones adosadas, pudieron servir de alojamiento a la guarnición de la torre, cuya existencia se ha relacionado con el control estratégico del tránsito por el puente.
La ermita de la Virgen de las Angustias, al lado del puente del siglo XIX y ocupando parte del antiguo camino. Fue edificada en 1862, según consta en una placa colocada tras ser restaurada en 1957 por el Moto Club de Granada, pero ya en 1805 constaba de la existencia de una ermita con la misma advocación en el lugar.

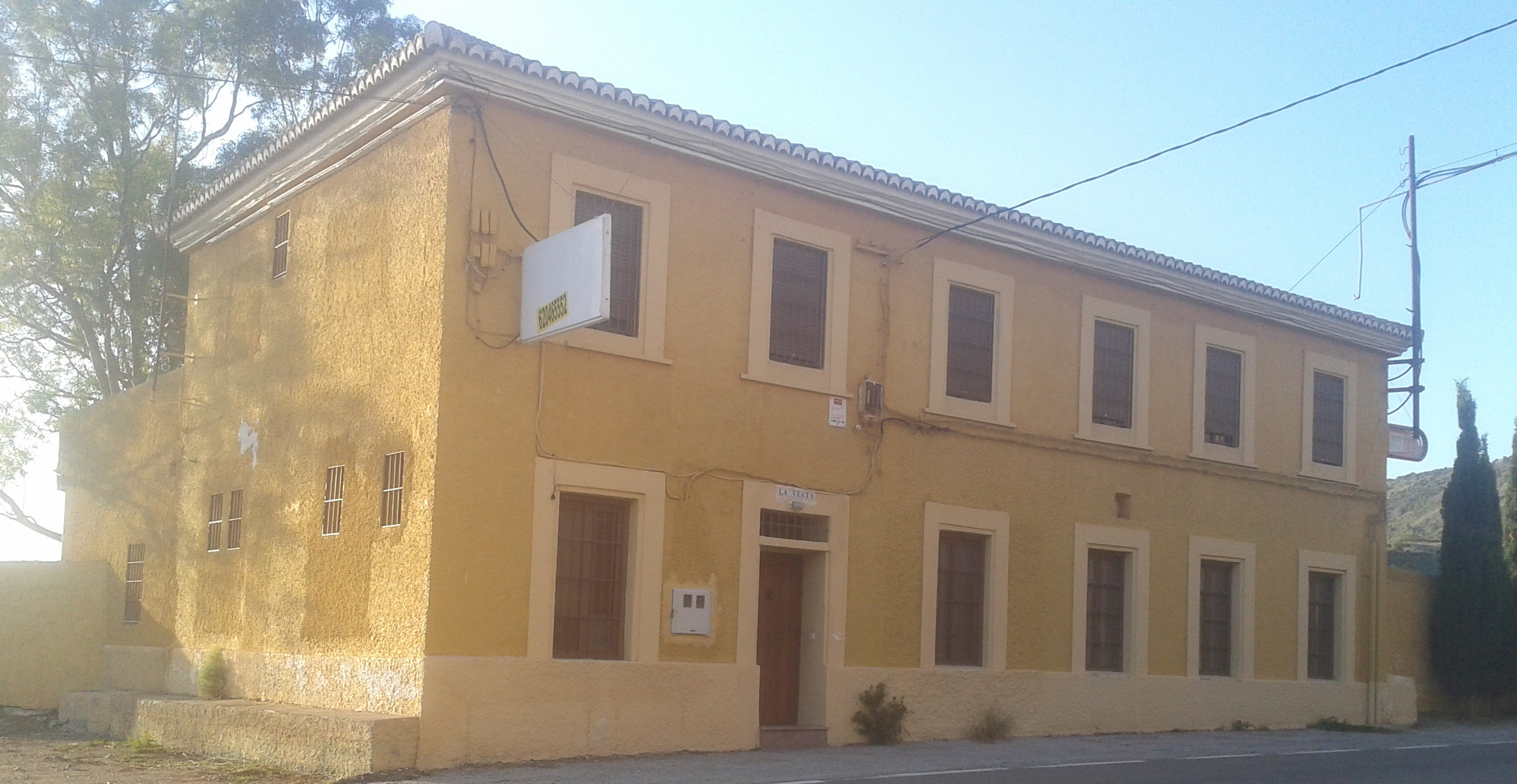
Venta de las Angustias

La Venta de las Angustias, situada a escasa distancia de Tablate, en la bifurcación de la antigua carretera de Motril y la Alpujarra. Era lugar de parada obligada para las diligencias y autobuses que cubrían las líneas de Costa Granadina y la Alpujarra. Se conocía como venta de Tablate o de Luis Padilla, y así la citan Pedro Antonio de Alarcón y Juan Valera, pero la proximidad de la ermita acabó imponiéndose en su nombre.